# Circolare 15000
La Circolare 15000, emanata il 31 dicembre 1939 dal Capo di Stato Maggiore dell'Esercito Italiano Rodolfo Graziani, segna un punto di svolta nel modo di concepire la fortificazione alpina, non più limitata sullo spartiacque, ma con un consistente sviluppo anche sul fondo valle. Nacquero così le cosiddette "Opere 15000", molto più imponenti e complesse delle precedenti.

## Estremi della circolare
| Autorità emittente        | MINISTERO DELLA GUERRA Comando del Corpo di Stato Maggiore - Ufficio Operazioni I - Sezione 5ª |
| Luogo di emissione e data | Roma, 31 dicembre 1939 - XVIII                                                                 |
| Protocollo                | N. 15000 di prot. Segreto                                                                      |
| Allegati                  | uno                                                                                            |
| Oggetto                   | Fortificazione permanente alle frontiere alpine.                                               |
| Firma                     | IL CAPO DI STATO MAGGIORE DELL'ESERCITO R. Graziani                                            |

## Sintesi del documento
La Circolare 15000 comprende dieci punti normativi, inquadrati tra un'introduzione e una chiusura del generale Graziani, e un allegato dal titolo Tipi di opere.

### Circolare 15000 - Fortificazione permanente alle frontiere alpine
«Con riserva di impartire quanto prima disposizioni completive per le singole frontiere, espongo sinteticamente i criteri cui si deve ispirare la nostra fortificazione permanente alla frontiera alpina.

Questo affinché tali criteri vengano sin d'ora applicati nei lavori allo studio, in progetto, e - per quanto possibile - in quelli in corso di esecuzione o già ultimati.»

#### Punto 1º - Sistemi fortificati
- In corrispondenza delle frontiere francese, germanica e jugoslava saranno costituiti più sistemi fortificati successivi.
- Per la frontiera svizzera riserva di ordini.

#### Punto 2º - Costituzione dei singoli sistemi
In ciascun sistema, in relazione al grado di operabilità del terreno, si avranno sistemazioni con diverse caratteristiche:
- «sistemazioni tipo A» a cavallo delle direttrici che permettono un attacco a massa;
- «sistemazioni tipo B» a cavallo delle direttrici che permettono un attacco di singole colonne;
- «sistemazioni tipo C» a cavallo delle direttrici che permettono un attacco di piccoli reparti;
- «sistemazioni campali» nei tratti impervi, affidati alle sole truppe mobili.

#### Punto 3º - Costituzione delle singole «sistemazioni»
- «sistemazione tipo A»: fascia costituita da opere resistenti al grosso calibro.
- «sistemazione tipo B»: gruppi di opere resistenti al medio o al grosso calibro.
- «sistemazione tipo C»: opere resistenti al piccolo o al medio calibro, intese a irrobustire i lavori campali delle truppe mobili.

#### Punto 4º - Opere
- L'ossatura delle «sistemazioni tipo A e tipo B» deve essere costituita da «opere grosse», con presidio al comando di un ufficiale.
- La comandabilità effettiva di dette opere deve essere garantita da:

- un osservatorio di comando;
- trasmissioni interne (telefono, portavoce, segnali acustici e ottici);
- trasmissioni esterne (tra cui cavo telefonico interrato).

- In dette sistemazioni le opere grosse devono essere completate mediante «opere medie», con presidio al comando di un ufficiale o sottufficiale, con compiti integrativi (fiancheggiamento, difesa anticarro, copertura degli angoli morti), possibilmente collegate alle opere grosse con cunicoli o camminamenti.
- Le opere delle «sistemazioni tipo C» dovranno essere «opere medie» e «opere piccole» con presidio di forza inferiore ad una squadra. Le opere capo gruppo saranno comandate da un ufficiale.
- Si dovrà fare il maggior ricorso possibile ai lavori in roccia per qualunque tipo di opera.

#### Punto 5º - Armamento delle opere
- Sono previsti fucili mitragliatori, mitragliatrici, mortai, pezzi anticarro, lanciafiamme, pezzi di artiglieria di piccolo calibro o armamento misto di fanteria e artiglieria.
Le mitragliatrici e i pezzi anticarro incaricati di compiti importanti vanno sempre abbinati, ma in postazioni distinte.
- Nelle sistemazioni tipo A e tipo B e in particolare nelle prime:

- le direzioni di tiro delle armi devono formare un reticolato di fuoco davanti alle opere e fra loro. Deve essere dato speciale sviluppo ai tiri di fianco e di schiancio;
- l'efficacia reale e tempestiva delle armi non deve essere assicurata semplicemente sulla base delle direttrici di tiro, ma sulla base pratica della determinabilità del momento di entrare in azione per mezzo dell'osservatorio di comando di ciascuna opera e della visibilità dalle postazioni.

#### Punto 6º - Abitabilità - autonomia e difesa vicina delle opere
- La costruzione e l'attrezzamento delle opere, in particolare quelle grosse, dovranno essere tali da permettere al presidio di vivere, mantenersi efficiente e di agire speditamente, anche se chiuso per lungo tempo sotto il tiro dell'artiglieria avversaria.
- Le opere dovranno essere dotate di sistemi per la difesa vicina per poter fronteggiare le offese immediate.

#### Punto 7º - Particolari di ogni tipo di opera
Si rimanda all'allegato.

#### Punto 8º - Completamenti ai sistemi fortificati
- Bretelle con costituzione analoga a quella dei vari tipi di sistemazione, in funzione del terreno.
- Postazioni per tutte le artiglierie non chiuse in opera, munite di osservatorio, riservette e ricoveri alla prova. (Eventuali opere per artiglierie a lunga gittata saranno determinate direttamente dallo Stato Maggiore).
- Ricoveri o sbancamenti per truppe mobili.
- Posti di comando per gli enti il cui comando non è insediato nelle opere.
- Collegamenti di carattere generale a sistemazione permanente ad «assi» e «maglie», in modo che i comandi e i reparti afferenti si possano collegare rapidamente senza stendere una rete propria.
- Osservatori di servizio generale e di artiglieria.
- Proiettori per l'illuminazione lontana e vicina.
- Ostacoli (anticarro, reticolati, ecc.). I reticolati nelle «sistemazioni tipo A» debbono essere su più ordini; nelle «sistemazioni tipo B» su uno o più ordini.
- Interruzioni.
- Campi minati ed eventualmente sbarramenti chimici.
- Strade di accesso a più posizioni, di raccordo fra i vari sistemi, di arroccamento, tutte a doppio transito; i tratti che adducono a gruppi di opere, batterie, ecc., possono avere caratteristiche inferiori.
- Provvedimenti logistici vari (impianti idrici, magazzini, baraccamenti, teleferiche, ecc.).

#### Punto 9º - Enti incaricati dell'alta direzione dei lavori
- Comandi di armata per la frontiera francese.
- S. E. Monti per la frontiera germanica.
- Riserva di ordini per le frontiere jugoslava e svizzera.

Detti enti provvedono e rispondono dei lavori nei tratti di loro pertinenza, tenendo lo Stato Maggiore al corrente delle questioni generali e non dei dettagli.

#### Punto 10º - Prassi esecutiva
- Per le frontiere germanica e francese sono già state stabilite da S.E. il Sottosegretario norme più speditive di quelle ordinarie.
- Riserva di ordini per le frontiere svizzera e jugoslava.

«I lavori fortificatori debbono essere concepiti ed attuati con giusta larghezza allo scopo di assicurarne la piena efficienza: deve pertanto essere bandito ogni criterio di economia che possa infirmare l'efficienza stessa.

Le presenti norme abrogano ogni precedente disposizione in materia. Esse, mentre lasciano ampia libertà nelle modalità applicative, fissano tassativamente i criteri fortificatori da seguire.»

### Allegato - Tipi di opere
L'allegato alla circolare 15000 comprende tre punti.

#### Punto 1º
Gli elementi che determinano le caratteristiche delle opere sono:
a) - potenza (numero e specie delle armi);
b) - protezione (grosso calibro - medio calibro - piccolo calibro);
c) - comandabilità (posto comando - osservazione - collegamenti);
d) - abitabilità ed autonomia (allestimenti e depositi interni).

#### Punto 2º
In relazione agli elementi del punto precedente vengono definite tre tipologie di opere.

##### Opera grossa
- L'opera grossa è munita di cinque o più postazioni collegate fra loro e con i locali di servizio per mezzo di cunicoli in caverna o protetti ed è armata con mitragliatrici, pezzi anticarro, eventualmente mortai e lanciafiamme, pezzi di artiglieria di piccolo calibro fino ad un'intera batteria.
- La protezione è di norma al grosso calibro, ma può essere al piccolo calibro nelle sistemazioni tipo B.
- Il comando è sempre retto da un ufficiale.
- L'osservazione viene realizzata per mezzo di un osservatorio attivo.
- Le trasmissioni interne avvengono tra il comandante e le postazioni per mezzo di telefono, tubo portavoce, mezzi di segnalazione acustica ed ottica, ecc..
- Le trasmissioni esterne avvengono per mezzo di cavo telefonico interrato, stazione radiotelefonica o fotofonica.
- È eventualmente dotata di proiettori.
- È completa di tutti gli allestimenti che consentono con una certa larghezza la vita e l'azione del presidio anche sotto tiro prolungato ed in caso di superamento ed accerchiamento: riserve munizioni, armi e ricambi - deposito acqua e viveri - cucine - locali comando - posto medicazione - locali per ufficiali - dormitorio truppa - lavatoio - latrine - illuminazione normale e di riserva - riscaldamento - ventilazione per gas e CO - eventuali macchinari per il rifornimento rapido delle munizioni, ecc..

##### Opera media
- L'opera media è munita da due a quattro postazioni armate con mitragliatrici, pezzi anticarro, eventualmente pezzi di artiglieria di piccolo calibro, mortai, lanciafiamme.
- La protezione è di norma al medio calibro, ma deve essere al grosso calibro nelle sistemazioni tipo A.
- Il comando è retto da un sottufficiale o da un ufficiale (sempre nelle opere capogruppo).
- L'osservazione viene realizzata per mezzo di feritoie di osservazione o periscopio e di osservatorio nelle opere capogruppo.
- Le trasmissioni avvengono per mezzo di stazione fotofonica o radiotelefonica ed anche cavo telefonico interrato nelle opere capogruppo.
- Gli allestimenti variano dal minimo (eccezione) di un ricovero per uomini, riservette munizioni, depositi viveri ed acqua nelle sistemazioni tipo C, ai più complessi nelle sistemazioni tipo A, per consentire, per un certo tempo, la vita e l'azione del presidio anche in caso di superamento ed accerchiamento.

##### Opera piccola
- L'opera piccola è munita di due postazioni, o eventualmente una, armate con mitragliatrici o pezzo anticarro o lanciafiamme.
- La protezione è al piccolo calibro o eventualmente al medio calibro.
- Il comando è retto da un sottufficiale o graduato di truppa o eventualmente da un ufficiale nelle opere capogruppo.
- L'osservazione viene realizzata attraverso le feritoie o osservatorio o periscopio nelle opere capogruppo.
- Le trasmissioni avvengono di norma con mezzi ottici o cavo telefonico interrato nelle opere capogruppo.
- È dotata di ricovero e riservette, ma sprovvista, di norma, di allestimenti interni.

Di regola il presidio la occupa solo in vista del combattimento.

#### Punto 3º
L'Ispettorato del Genio viene incaricato di diramare i tipi schematici delle tre tipologie di opere, che dovranno servire come orientamento di larga massima, e di determinare i tipi standardizzati delle attrezzature interne.